# Maria Elisa Domingues
Maria Elisa Rogado Contente Domingues Hartman ComM (Lisboa, 4 de junho de 1950) é uma jornalista, escritora e política portuguesa.

## Biografia
Na infância passou algum tempo no Ribatejo. A seguir, de novo em Lisboa, frequentou o Liceu D. Filipa de Lencastre e ingressou na Faculdade de Medicina da Universidade de Lisboa. Durante dois anos, ao mesmo tempo que estudava medicina, frequentava o Curso de Teatro do Conservatório Nacional. Admitida na RTP em 1971, deixou então os estudos.
Na RTP integrou um grupo composto por Ana Zanatti, Eládio Clímaco, Fernanda Andrade, Fernando Balsinha e Raul Durão. Apresentou o Telejornal; foi diretora de programas e membro do Conselho de Administração.
A par da carreira na televisão, Maria Elisa foi assessora de imprensa da primeira-ministra Maria de Lourdes Pintasilgo e desempenhou as funções de conselheira de imprensa da Embaixada de Portugal em Madrid (entre 1986 e 1988), e de conselheira cultural da Embaixada de Portugal em Londres (entre 2004 e 2006).
Foi eleita deputada à Assembleia da República, nas listas do PSD pelo Círculo de Castelo Branco, em 2002. No Parlamento, criticou a atuação dos meios de comunicação e defendeu a legalização do aborto.
Foi colaboradora regular da imprensa escrita, tendo publicado centenas de crónicas, reportagens e entrevistas, nomeadamente nos jornais Diário de Notícias, Público, Expresso, e nas revistas Visão, Máxima, Elle e Vogue.
Assumiu, ainda, o lançamento da revista Marie Claire em Portugal e criou e dirigiu o Serviço de Comunicação da Fundação Calouste Gulbenkian (1995-1998).
Actualmente é cronista regular na plataforma digital "capazes".
É casada com o norte-americano Stanford Hartman desde 2012.

## Vida pessoal
Em janeiro de 2001 foi-lhe diagnosticada fibromialgia. Ela é membro da Myos—Associação Nacional Contra a Fibromialgia e Síndrome de Fadiga Crónica, sendo autora do livro "Viver com a fibromialgia" em co-autoria com Jaime C. Branco.

## Condecoração, Prémios e Reconhecimentos
- Em 22 de abril de 1989, foi feita Comendadora da Ordem do Mérito pelo Presidente da República Mário Soares.[6]
- Em 2021 recebe o Prémio Maria Barroso – Jornalismo ao Serviço da Paz e Desenvolvimento.[7]
- Em 2024, recebe o Prémio Igrejas Caeiro 2024, atribuído pela Sociedade Portuguesa de Autores e torna-se na primeira mulher a receber esta distinção.[8]

## Livros publicados
- Viver com Fibromialgia (Gradiva, 2008)
- Amar e Cuidar (A Esfera dos Livros, 2012)
- Confissões de Uma Mulher Madura (A Esfera dos Livros, 2015)
- 40 Anos do SNS (Ministério da Saúde-Secretaria Geral, 2019)